# Malgrundsreveln
Malgrundsreveln är en ö i Finland. Den ligger i Bottenviken och i kommunen Larsmo i den ekonomiska regionen  Jakobstadsregionen i landskapet Österbotten, i den nordvästra delen av landet. Ön ligger omkring 97 kilometer nordöst om Vasa och omkring 430 kilometer norr om Helsingfors.
Öns area är 1,3 hektar och dess största längd är 210 meter i öst-västlig riktning.